# E3 Harelbeke 2015
Das Radrennen E3 Harelbeke 2015 war die 58. Austragung dieses Radsportklassikers und fand am 27. März 2015 statt. Wie schon im Vorjahr wurde das Rennen an einem Freitag ausgetragen. Das Eintagesrennen war Teil der UCI WorldTour 2015 und innerhalb dieser das sechste von 28 Rennen. Die Gesamtdistanz des Rennens betrug 215,3 Kilometer. 
Es siegte der Brite Geraint Thomas aus dem britischen Team Sky vor dem Tschechen Zdeněk Štybar und dem Italiener Matteo Trentin, die beide für die belgische Mannschaft Etixx-Quick Step fuhren. Thomas attackierte auf den letzten vier Kilometern aus einer dreiköpfigen Spitzengruppe mit Stybar und Peter Sagan, die sich 40 Kilometer vor dem Ziel gebildet hatte.
Für Geraint Thomas war es der erste Sieg beim E3 Harelbeke. Darüber hinaus war er der erste Brite überhaupt, der das Rennen für sich entschied.

## Teilnehmer
| 17 UCI WorldTeams AG2R La Mondiale (ALM) Astana Pro Team (AST) BMC Racing Team (BMC) Etixx-Quick Step (EQS) FDJ (FDJ) IAM Cycling (IAM) | Team Katusha (KAT) Lampre-Merida (LAM) Lotto Soudal (LTS) Movistar Team (MOV) Orica GreenEdge (OGE) Team Sky (SKY) | Team Cannondale-Garmin (TCG) Tinkoff-Saxo (TCS) Trek Factory Racing (TFR) Team Giant-Alpecin (TGA) Team Lotto NL-Jumbo (TLJ) |
| 7 UCI Professional Continental Teams Androni Giocattoli (AND) Team Europcar (EUC) MTN-Qhubeka (MTN)                                     | Roompot Oranje Peloton (ROP) Southeast (STH) Topsport Vlaanderen-Baloise (TSV)                                     | Wanty-Groupe Gobert (WGG) |

Startberechtigt waren die 17 UCI WorldTeams der Saison 2015. Zusätzlich vergab der Veranstalter Wildcards an sieben UCI Professional Continental Teams. Die 24 teilnehmenden Mannschaften traten mit jeweils acht Fahrern an, mit Ausnahme des Teams Southeast, das nur mit sieben Fahrern startete. Dadurch ergab sich ein Starterfeld von insgesamt 191 Fahrern aus 34 Nationen. Unter den Fahrern befanden sich neun Deutsche, zwei Österreicher und fünf Schweizer.

## Ergebnis

### UCI WorldTour
E3 Harelbeke war innerhalb der UCI WorldTour 2015 ein Rennen der 4. Kategorie. Deshalb erhielten die zehn besten Fahrer – vorausgesetzt sie fahren für ein UCI WorldTeam – Punkte für das UCI WorldTour Ranking mit folgender Punkteverteilung:
| Platzierung | 1. | 2. | 3. | 4. | 5. | 6. | 7. | 8. | 9. | 10. |
| Punkte      | 80 | 60 | 50 | 40 | 30 | 22 | 14 | 10 | 6  | 2   |

### Endstand

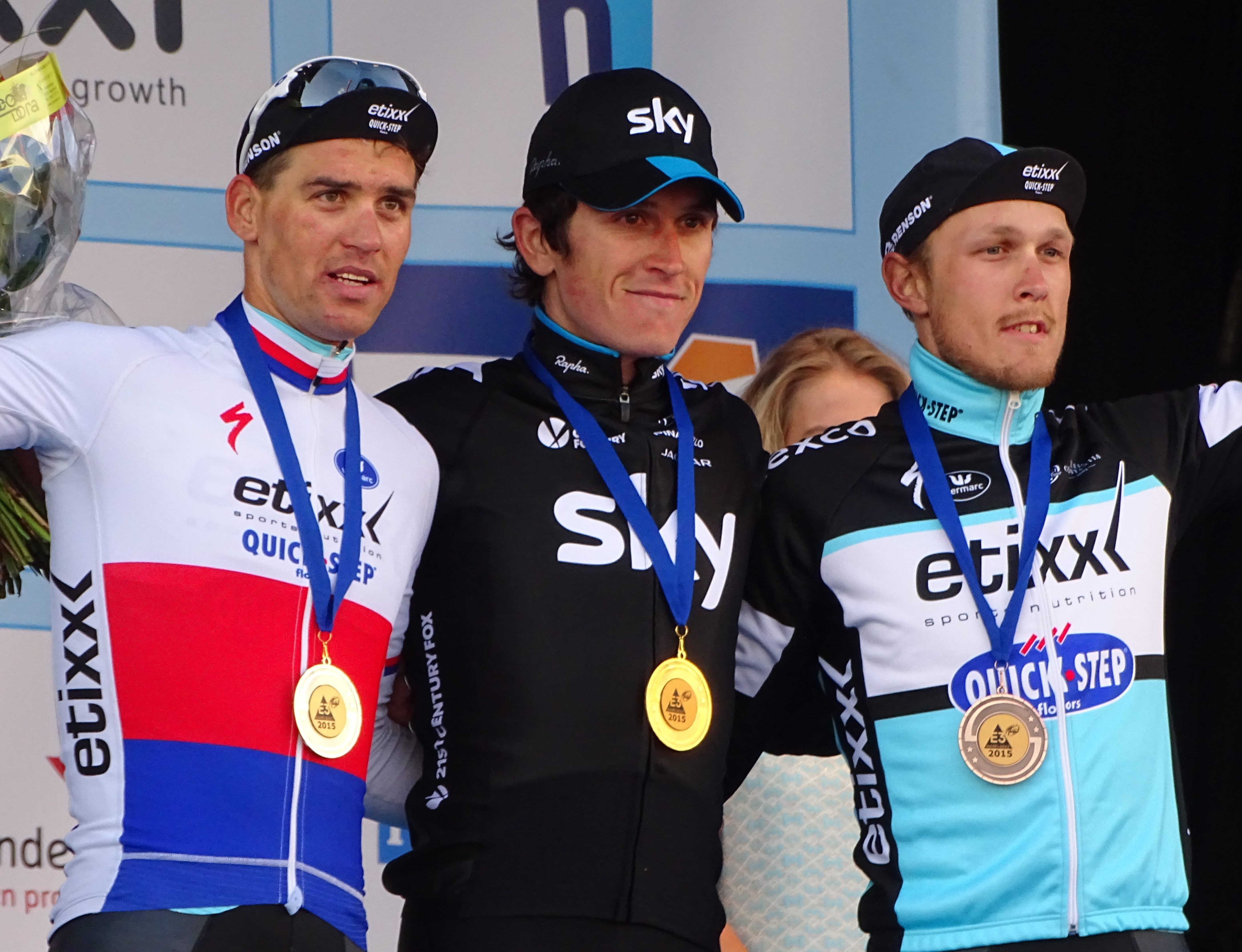
Siegerpodium mit Zdeněk Štybar (2.), Geraint Thomas (1.) und Matteo Trentin (3.)

Von den 191 gemeldeten Fahrern gingen 190 an den Start, von denen wiederum 126 im Ziel angekommen sind.
| Platz | Fahrer             | Nation | Team                   | Zeit                    | Punkte |
| ----- | ------------------ | ------ | ---------------------- | ----------------------- | ------ |
| 01.   | Geraint Thomas     | GBR    | Team Sky               | 5:15:00 h (41,010 km/h) | 80     |
| 02.   | Zdeněk Štybar      | CZE    | Etixx-Quick Step       | + 0:25 min              | 60     |
| 03.   | Matteo Trentin     | ITA    | Etixx-Quick Step       | + 0:38 min              | 50     |
| 04.   | Alexander Kristoff | NOR    | Team Katusha           | gleiche Zeit            | 40     |
| 05.   | Sep Vanmarcke      | BEL    | Team Lotto NL-Jumbo    | gleiche Zeit            | 30     |
| 06.   | Matti Breschel     | DEN    | Tinkoff-Saxo           | gleiche Zeit            | 22     |
| 07.   | Jürgen Roelandts   | BEL    | Lotto Soudal           | gleiche Zeit            | 14     |
| 08.   | Jack Bauer         | NZL    | Team Cannondale-Garmin | gleiche Zeit            | 10     |
| 09.   | Jens Keukeleire    | BEL    | Orica GreenEdge        | gleiche Zeit            | 06     |
| 10.   | Daniel Oss         | ITA    | BMC Racing Team        | gleiche Zeit            | 02     |